# Club Michelle
"Club Michelle" é uma canção de rock do cantor norte-americano Eddie Money, do seu álbum Where's the Party? de 1983. Foi lançada como um single e conseguiu a 66ª posição no Billboard Hot 100 em 1984.